# Новий Двур (Ґолюбсько-Добжинський повіт)
Новий Двур (пол. Nowy Dwór) — село в Польщі, у гміні Ковалево-Поморське Ґолюбсько-Добжинського повіту Куявсько-Поморського воєводства.
Населення — 255 осіб (2011).
У 1975-1998 роках село належало до Торунського воєводства.

## Демографія
Демографічна структура станом на 31 березня 2011 року:
|          | Загалом | Допрацездатний вік | Працездатний вік | Постпрацездатний вік |
| -------- | ------- | ------------------ | ---------------- | -------------------- |
| Чоловіки | 137     | 42                 | 87               | 8                    |
| Жінки    | 118     | 30                 | 67               | 21                   |
| Разом    | 255     | 72                 | 154              | 29                   |